# 艾哈邁德·馬蘇德
艾哈迈德·马苏德（普什圖語和達利語：‎，波斯體：أحمد مسعود‬；1989年7月10日—），出生于阿富汗潘杰希爾省，是阿富汗政治家，也是阿富汗前國防部長艾哈迈德·沙阿·马苏德之子，故稱小馬蘇德。2021年，阿富汗伊斯蘭共和國首都喀布爾被塔利班攻陷後，他在潘杰希爾山谷繼續抵抗塔利班。

## 早年生活和教育
馬蘇德在伊朗讀完中学后，又在桑赫斯特皇家军事学院學習了一年的军事课程。2012年，他在伦敦国王学院攻读战争研究本科学位，并于2015年获得学士学位。2016年获得倫敦大學城市學院頒發的国际政治硕士学位。

## 职业
马苏德之後返回阿富汗，并于2016年被任命为马苏德基金会首席执行官。
自2019年3月起，马苏德正式从政。
他赞同其父亲提出的阿富汗内部权力关系應采用瑞士模式的想法，称中央政府應該把权力下放至地方，這樣阿富汗各省可以更有效地分配资源和权力，从而为整个国家带来繁荣和稳定。
2021年塔利班攻勢期間，马苏德在其家鄉潘杰希尔组建了反對塔利班的武裝力量。塔利班佔領喀布爾后，他与阿富汗伊斯蘭共和國看守總統阿姆魯拉·薩利赫以民族抵抗陣線為號召繼續堅守潘傑希爾抵抗塔利班。9月6日，塔利班控制了潘傑希爾城。
2022年9月，马苏德於奧地利維也納發表談話，呼籲阿富汗的海外僑民一起尋找結束塔利班統治的方法。